# XYZ Films
XYZ Films est une société de production de cinéma indépendant américaine fondée en 2008 par Nate Bolotin, Nick Spicer, Aram Tertzakian et Todd Brown. 

## Filmographie
- 2011 : F.A.R.C., l'instrument de la vengeance (Saluda al diablo de mi parte) de Juan Felipe Orozco
- 2011 : The Raid de Gareth Evans
- 2012 : Save the Date de Michael Mohan
- 2012 : Errors of the Human Body d'Eron Sheean
- 2013 : Electric Boogaloo: The Wild, Untold Story of Cannon Films de Mark Hartley
- 2013 : These Final Hours de Zak Hilditch
- 2013 : Killers de Kimo Stamboel et Timo Tjahjanto
- 2013 : The Rambler de Calvin Reeder
- 2013 : Parts Per Billion de Brian Horiuchi
- 2013 : The Raid 2: Berandal de Gareth Evans
- 2013 : On the Job d'Erik Matti
- 2014 : Stage Fright de Jérôme Sable
- 2014 : Tusk de Kevin Smith
- 2015 : Operation Avalanche de Matthew Johnson
- 2016 : Yoga Hosers de Kevin Smith
- 2016 : ARQ de Tony Eliott
- 2017 : XX Anthology, par quatre réalisatrices.
- 2017 : Bushwick de Jonathan Milott et Cary Murnion
- 2017 : Chasseuse de géants (I Kill Giants) d'Anders Walter
- 2017 : I Don't Feel at Home in This World Anymore de Macon Blair
- 2018 : Mandy de Panos Cosmatos
- 2020 : Prisoners of the Ghostland de Sono Sion
- 2021 : Le Passager nº 4 (Stowaway) de Joe Penna
- 2021 : Inside Ted : Dans la tête du serial killer (No Man of God) d'Amber Sealey
- 2022 : Dual de Riley Stearns
- 2023 : God Is a Bullet de Nick Cassavetes
- 2023 : Last Stop : Yuma County (The Last Stop in Yuma County) de Francis Galluppi
- 2024 : Code 8 : Partie II (Code 8: Part II) de Jeff Chan
- 2025 : Ravage (Havoc) de Gareth Evans
- 2025 : Ash de Flying Lotus